# Phrynobatrachus dalcqi
Espèce
Statut de conservation UICN

 DD  : Données insuffisantes
Phrynobatrachus dalcqi est une espèce d'amphibiens de la famille des Phrynobatrachidae.

## Répartition
Cette espèce est endémique de l'Est de la République démocratique du Congo. Son aire de répartition concerne le territoire de Fizi dans la province du Sud-Kivu. Elle est présente entre 1 900 et 2 000 m d'altitude,. 

## Étymologie
Cette espèce est nommée en l'honneur de Albert M. Dalcq (1893-1973).

## Publication originale
- Laurent, 1952 : Reptiles et batraciens nouveaux du massif du mont Kabobo et du plateau des Marungu. Revue de Zoologie et de Botanique Africaines, vol. 46, p. 18-34.